# Mondilhan
Mondilhan is een gemeente en dorp in het Franse departement Haute-Garonne (regio Occitanie) en telt 91 inwoners (2009). De plaats maakt deel uit van het kanton Boulogne-sur-Gesse in het arrondissement Saint-Gaudens. De inwoners worden Mondilhannais genoemd.

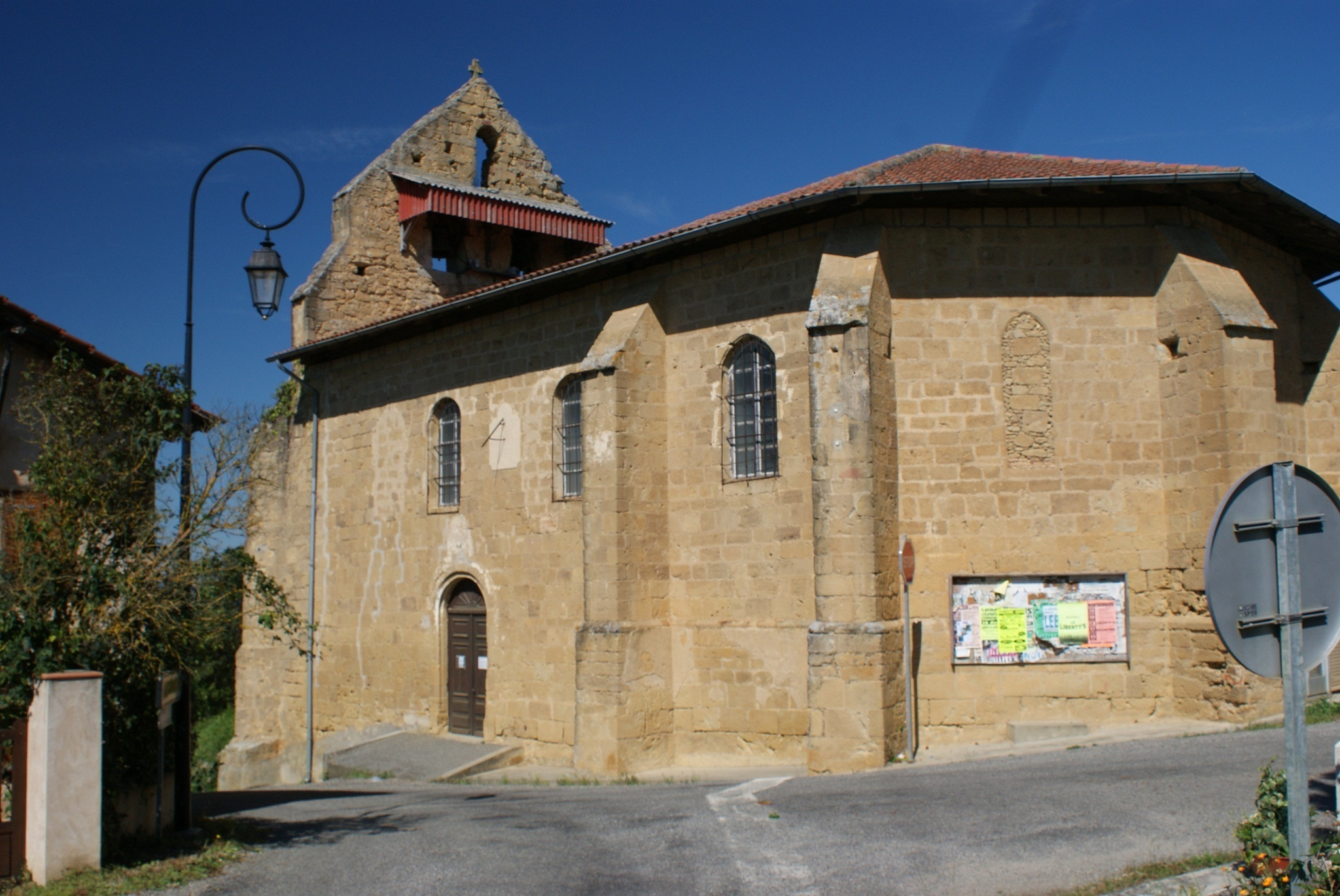
Kerk aan de D55D.

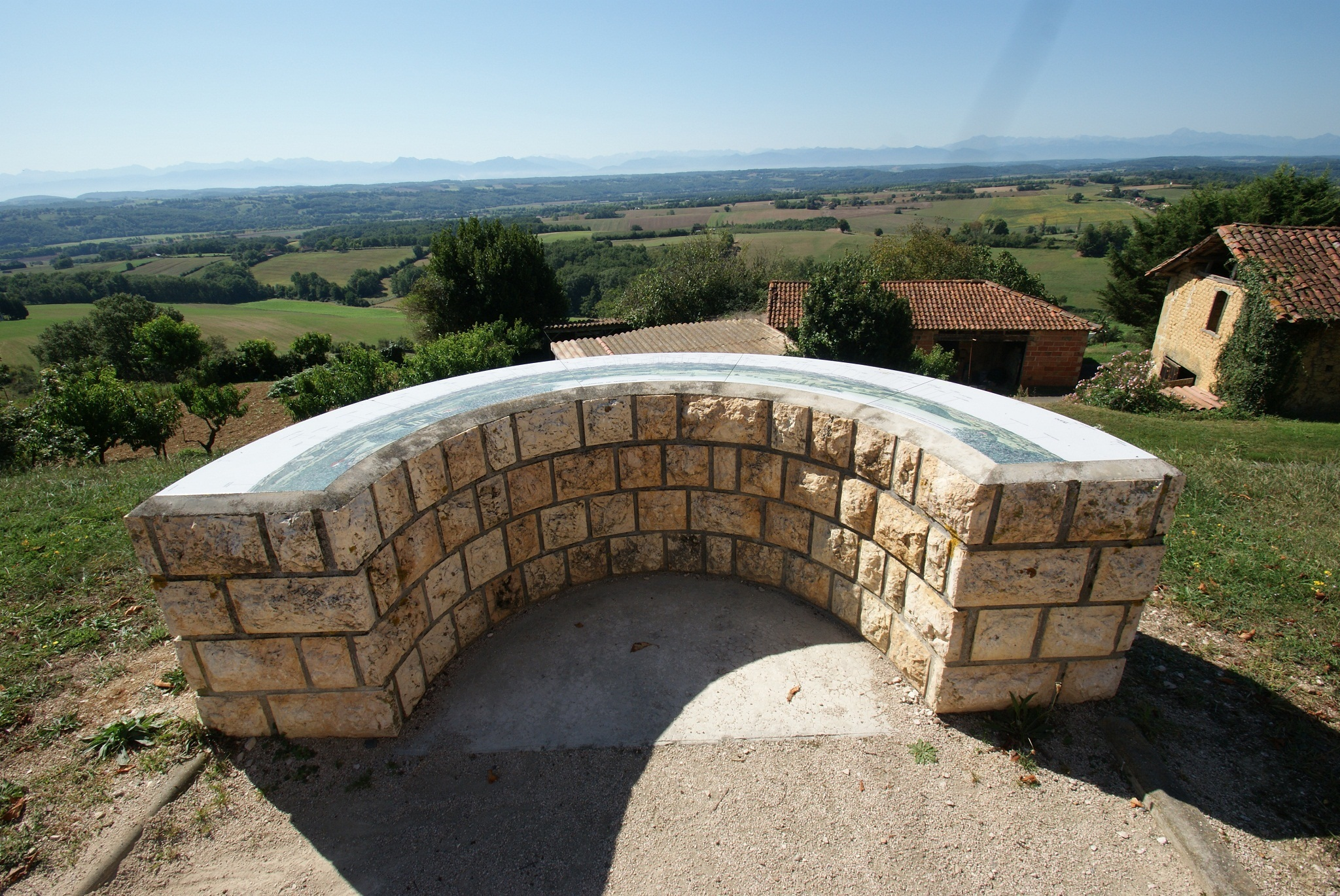
Uitzichtpunt met oriëntatietafel

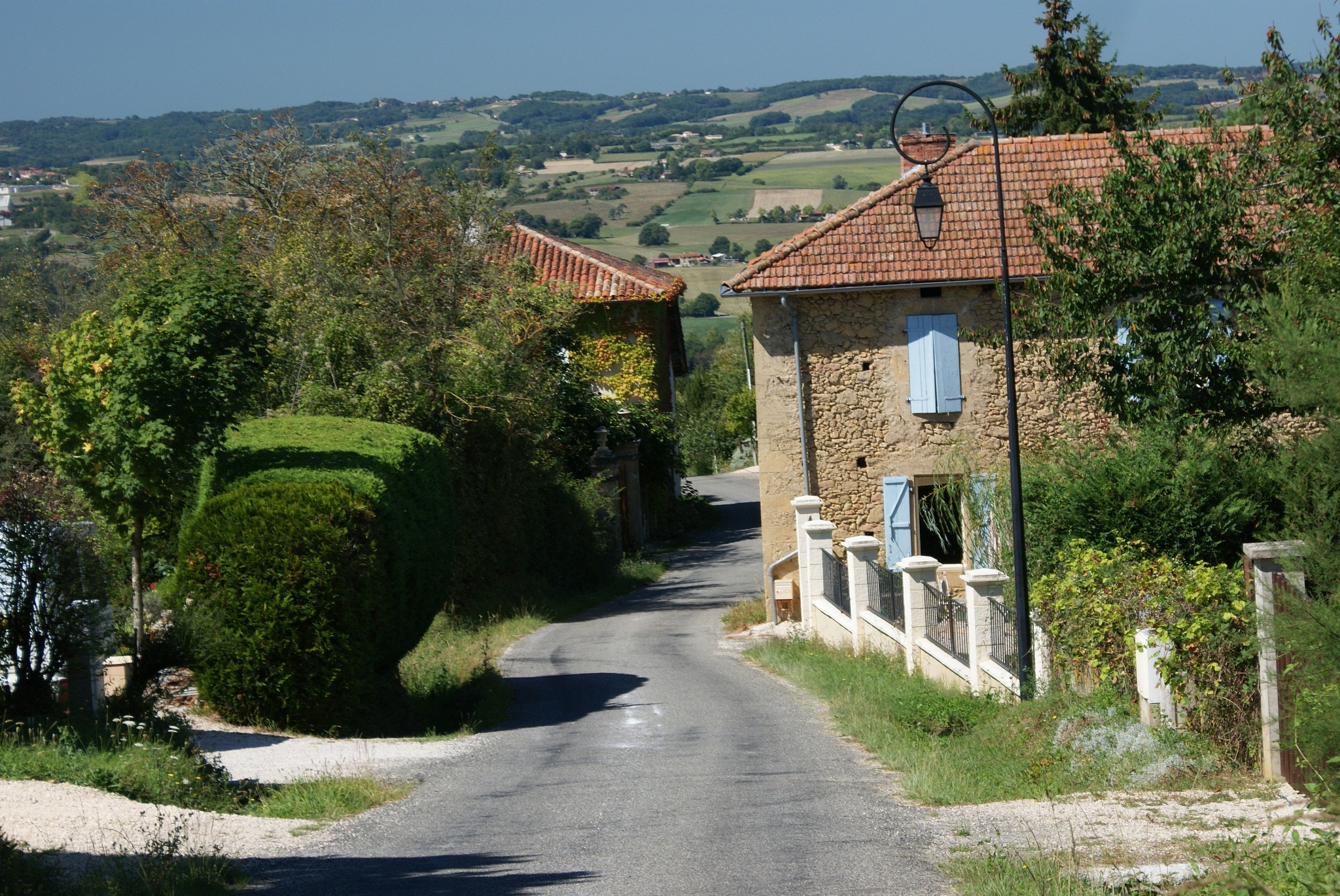
De D55D in westelijke richting.

## Geschiedenis
In de oudheid was er een altaar voor de god Iluro in Mondilhan. De naam van deze god is nog terug te vinden in de plaatsnaam Oloron. Volgens een akte uit 1265 is Mondilhan in dat jaar opgericht. De akte is opgemaakt door de abt van Nizors en Bernhard VI. De stad werd met een ommuring gebouwd als een bastide.

## Het huidige dorp
Nu bestaat Mondilhan uit wat groepjes huizen voornamelijk aan de weg D55D. Het oudste gebouw is uit 1722. De kerk heeft een klokkenmuur. Aan de kerk is een zonnewijzer. Het gemeentehuis is naast de kerk en heeft een eigen klok. Bij het gemeentehuis is een jeu-de-boulesbaan. Er is antiek ogende straatverlichting in het hele dorp. Op het hoogste punt wordt aan waterwinning gedaan. Even daar onder is de gemeentelijke feestzaal, met daaromheen picknicktafels. Op de feestzaal staat een zendmast. Ten zuiden daarvan is een tafel waarop alle bergen van de Pyreneeën zijn getekend, verwijzend naar de bergen aan de horizon. Er is vanaf de feestzaal een ruim 360 graden uitzicht over het heuvelachtige landschap. In het noorden aan de D55 is een auberge. De begraafplaats is ten zuidoosten van het dorp. In het westen stroomt de Gesse door de gemeente. Ten zuiden van het dorp is een bassin ten dienste van de landbouw.

## Geografie

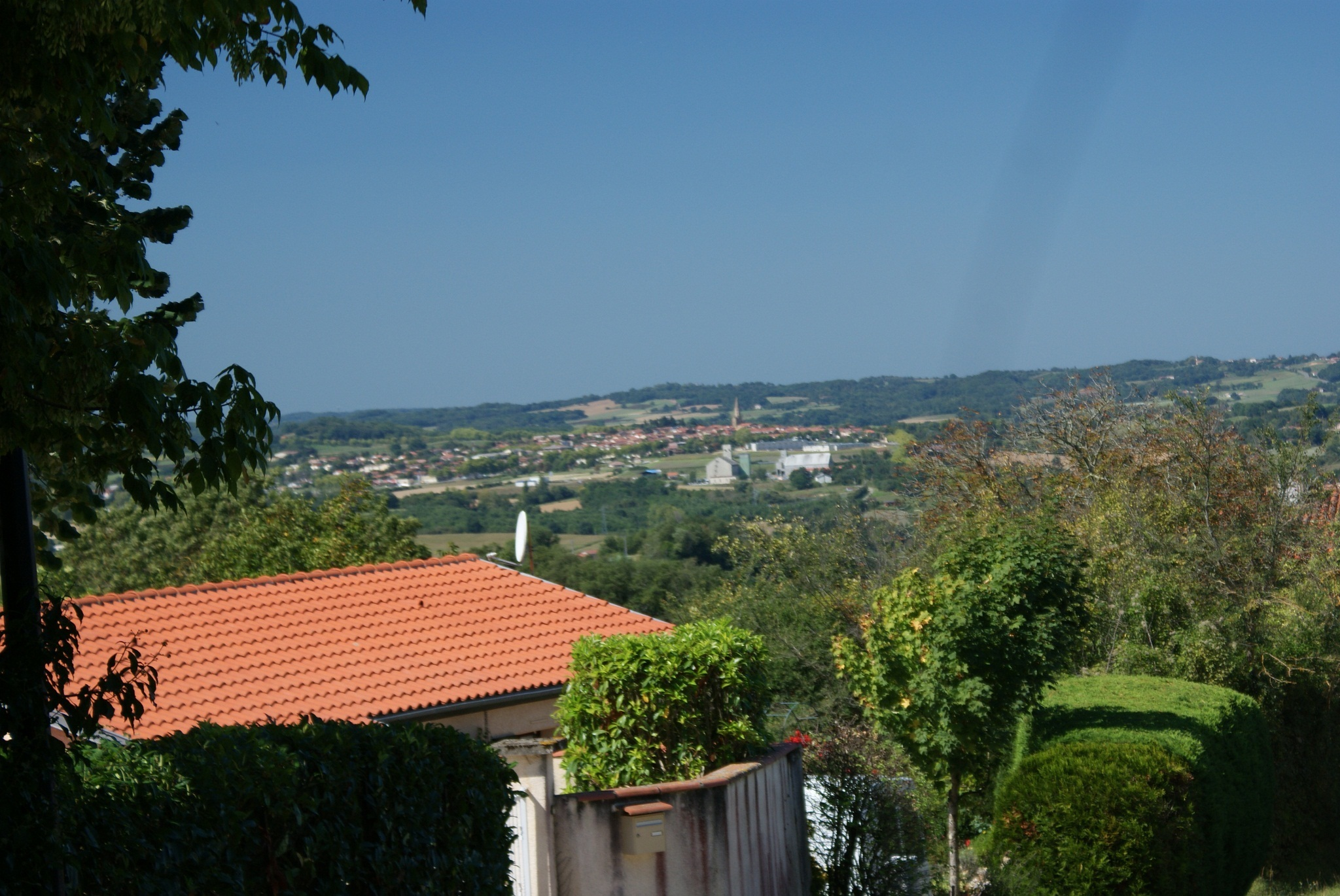
Boulogne-sur-Gesse vanuit Mondilhan gezien.

De oppervlakte van Mondilhan bedraagt 9,7 km², de bevolkingsdichtheid is dus 9,4 inwoners per km².
De onderstaande kaart toont de ligging van Mondilhan met de belangrijkste infrastructuur en aangrenzende gemeenten.

## Demografie
Onderstaande figuur toont het verloop van het inwonertal (bron: INSEE-tellingen).